# ダルトン・キャッスル
ダルトン・キャッスル（Dalton Castle、1986年3月4日 - ）はアメリカ合衆国の男性プロレスラー。ニューヨーク州オールバニ出身。AEW所属。
ROHではダルトン・キャッスル（Dalton Castle）、CHIKARAではアシュリー・レミントン（Ashley Remington）のリングネームで活動している事で知られる。

## 来歴
学生時代、レスリングに打ち込む。NCAAが選出するオールアメリカンのメンバーに選出されるなど活躍した。
2008年よりプロレスラーになる為にトレーニングを開始。2009年8月2日、地元であるニューヨーク州を拠点とするインディー団体であるESW（Empire State Wrestling）にてプロレスラーデビューを果たし、マーク・クリーガーを相手に勝利を飾った。デビュー後、NWA加盟団体であるNWAニューヨークやオハイオ州を拠点とするAIW（Absolute Intense Wrestling）に参戦し、またキャリアが浅いながらもカナダのC4（Capital City Championship Combat）、イングランドのIPW:UK（International Pro Wrestling United Kingdom）など世界中の団体を転戦して武者修行した。
2011年2月よりウィル・カルリーシャンとピーコック・エクスプレス（The Peacock Express）なるタッグチームを結成。並行してシングルとしてはマサチューセッツ州のNECW（New England Championship Wrestling）、ペンシルベニア州のIWC（International Wrestling Cartel）などの団体に参戦。コルト・カバナ、サミ・キャラハン、アントニオ・トーマスといった実力者達を相手に勝利を収める。
2012年10月6日、ESWのイベントであるWrestleBashにてESWタッグ王座を保持するロチェスター・レッキング・クルー（ヘルキャット & ロブ・スウィート）にケージマッチで挑戦して勝利し、キャリア初の王座を戴冠した。
2013年5月11日、ROHのイベントであるDragon's Reignに参戦。ジミー・ナッツと初出場者同士での対戦を行うが試合終盤にレット・タイタスの乱入により襲撃されノーコンテストという形で試合終了した。12月14日、IWC Winner Takes All 2013にてスペシャルレフェリーにノーム・コナーズを迎えてIWC世界ヘビー級王座を保持するジョン・マチェスニーに挑戦。劣勢だったものの最後にはポスト際のセカンドロープから攻撃を仕掛けたマチェスニーを捉えるとそのままジャーマン・スープレックスを決めて勝利。試合後のマイクアピールではメジャー団体進出を目標に掲げて2013年最後の試合を締めた。
2014年5月25日、ペンシルベニア州を拠点とする団体であるCHIKARAのiPPV、You Only Live Twiceにてセーリングを趣味とする天真爛漫な海の男、アシュリー・レミントン（Ashley Remington）として登場。ダルトン・キャッスルとは正反対のベビーフェイスとして相手であるチャック・テイラーをヒールへと変貌させるが最後はアンカーズ・アウェイを決めて勝利した。7月27日、ROHの若手発掘イベントであるFuture of Honor 2に参戦。ボビー・フィッシュ、ドリュー・アドラー、フォックス・ヴィンヤーとガントレットマッチを行うが勝利するに至らなかった。9月20日、CHIKARA King of Trios 2014にてヨシ・タツと対戦するが、試合開始から苦言を呈するゲスト解説のフアン・フランシスコ・デ・コロナドが我慢できずに試合途中に乱入して強襲。この介入に憤怒したヨシがコロナドにハイキックを見舞いリングから追い出す。そして自身はお礼にフルーツの盛り合わせをヨシに渡すと両者手を取り合いノーサイドで終了となった。
2015年1月3日、ROHのトッププロスペクトトーナメント2015に出場。入場の際に2人のマンサーヴァントであるテイト・ツインズ（ブランドン・テイト & ブレント・テイト）を引き連れて登場し、1回戦でアシュリー・シックスと対戦。最後にチョークスラムを喰らい敗戦した。2月16日、TNAのワンナイトオンリーPPVであるGut Checkに出場。1試合目にDJ Zと対戦して勝利し、メインイベントの勝者はTNA入団候補となる5wayエリミネーション・マッチを行うがクリムゾンによりフォールされ敗戦した。3月31日、ROHと契約を交わして入団する事が決定。5月24日、CHIKARA Aniversario: A New AttitudeにてCHIKARAグランド王座を保持するハロウィックに挑戦。一進一退の攻防を繰り広げるが最後にヤクザキックを浴びて敗戦した。6月6日、ROH on SBGにて新日本プロレス所属の獣神サンダー・ライガーと対戦。ライガーの十八番といえるロメロスペシャルを喰らったり、テイト・ツインズまで利用されて散々な試合内容になるがバン・ア・ランを決め、エベレスト・ジャーマンスープレックスを仕掛けようとしたところを阻止され、ライガーボムから垂直落下式ブレーンバスターへと畳みかけられ敗戦した。7月4日、ROH on SBGにて渡辺高章と対戦して前半こそ攻められたもののローリング・クレイドルを仕掛けた事をきっかけに攻勢を逆転させ、最後にバン・ア・ランを決めて勝利した。8月19日、ROH on DAにてサイラス・ヤングと対戦して勝利した際に逆上したヤングから挑発されテイト・ツインズを賭けて抗争を開始。9月18日、ROH All Star Extravaganza VIIにてヤングと対戦。終盤にレフェリーの視界を遮ったところへヤングから金的攻撃を喰らうと最後にミザリーを決められ敗戦。テイト・ツインズを連れ去られた。12月18日、ROH Final Battle 2015にてサイラス・ヤングと対戦。ヤングが引き連れたテイト・ツインズがタンクトップにジーンズの姿へと変わり果て試合では介入される場面もあり最後にヤングからミザリーを喰らい敗戦。しかし、試合後にテイト・ツインズが椅子を持ち出したところヤングを裏切り総叩きにして追い出すと再び自身のマン・サーヴァントとして従う事になった。
2016年2月19日、ROHと新日本プロレスで共同開催されたROH Honor Rising 2016にて初来日を果たす。田口隆祐と組んで因縁のある獣神サンダー・ライガー & マット・サイダルと対戦。入場ではマン・サーヴァントに金光輝明と川人拓来を引き連れて登場し、田口もリングへ上がると自身のオマージュであるポーズを取る。試合途中ではライガーに場外へ追い出された際に金光と川人を使われポーズを取られ、株を奪われてしまい、最後はサイダルよりリバースフランケンシュタイナーからエア・サイダルを決められ敗戦。同月20日、ROH Honor Rising 2016にてフランキー・カザリアンと対戦。終盤にヘッドシザーズ・ホイップからトペ・スイシーダへと繋げると最後にバン・ア・ランを決めて勝利、8月19日、ROHと新日本プロレスで共同開催されたROH Death Before Dishonor XIVにてノンタイトルでオカダ・カズチカと対戦、最後はレインメーカーで敗戦した。

## その他
- プロレスラーとして活動する傍らラジオパーソナリティとしても働いており、地元オールバニのラジオ局であるQ103で活動している[23]。

## 得意技

### フィニッシュ・ホールド
エベレスト・ジャーマンスープレックス
フィニッシャー。ブリッジング・ハイアングル・ジャーマンスープレックス
バン・ア・ラン
変形・スピニング・フェイス・バスター
アックスギロチンドライバーの体勢から相手を担ぎ上げて相手を前方に旋回をさせて、自らシットダウンで繰り出す旋回式フェイスバスター。

### 打撃技
エルボー
バックエルボー
エルボー・スタンプ
バックハンド・チョップ
チョップ・スマッシュ
ナックル・パンチ
クローズライン
ドロップキック
延髄斬り
スーパーキック

### 投げ技
スープレックス
スーパープレックス
バックドロップ
ジャーマンスープレックス
DDT

### 飛び技
アンカーズ・アウェイ
ハイアングル・セントーンボム

## タイトル歴
IWC
- IWC世界ヘビー級王座 : 1回

ESW
- ESWタッグ王座 : 1回

w / ウィル・カルリーシャン
ROH
- ROH世界王座 : 1回（第28代）
- ROH世界TV王座 : 1回（第27代）
- ROH世界6人タッグ王座 : 1回
- ソーリング・イーグル・カップ 優勝 : 1回（2017年）

## 入場曲
- Kenny Wootton & Harley Wootton - Smooth Sailin'
- Queen - I Want It All
- Adam Massacre - Dalton Wants it Now